# Powiat Wreschen
Powiat Wreschen (niem. Kreis Wreschen, pol. powiat wrzesiński) – niemiecki powiat istniejący w okresie od 1819 do 1919 r. na terenie prowincji poznańskiej i w trakcie II wojny światowej.

## Historia

### 1815-1919
Powiat Peysern utworzono w 1815 r. z siedzibą w Pyzdrach. W wyniku korekty granicy wschodni fragment powiatu z miastem Pyzdry został przekazany Polsce w 1817 r., a nowym miastem powiatowym stała się Września. W 1819 r. zmieniono nazwę powiatu na powiat Wreschen. W 1918 r. w prowincji poznańskiej wybuchło powstanie wielkopolskie przeciwko rządom niemieckim i powiat Wreschen znalazł się pod kontrolą powstańców. W 1919 r. w ramach traktatu wersalskiego terytorium powiatu trafiło do państwa polskiego. 

### II Wojna światowa
W czasie II wojny światowej niemieckie władze okupacyjne utworzyły w okupowanej Wielkopolsce powiat Wreschen. W 1945 r. Armia Czerwona zajęła Wielkopolskę, likwidując niemiecką administrację.
W 1910 r. powiat obejmował 134 gmin o powierzchni 561,91 km² zamieszkanych przez 39.878 osób.